# Barbula hymenostylioides
Barbula hymenostylioides är en bladmossart som beskrevs av Brotherus in Urban 1903. Barbula hymenostylioides ingår i släktet neonmossor, och familjen Pottiaceae. Inga underarter finns listade i Catalogue of Life.